# Liste der Kulturdenkmale im Saale-Orla-Kreis

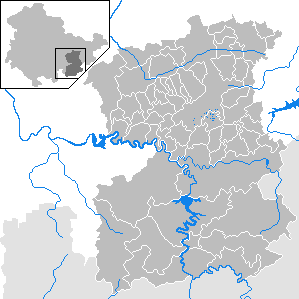
Aufteilung des Landkreises in einzelne Gemeinden

Wappen des Landkreises

Die Liste der Kulturdenkmale im Saale-Orla-Kreis listet die Kulturdenkmale im südostthüringischen Saale-Orla-Kreis, aufgelistet nach einzelnen Gemeinden. Die Angaben in den einzelnen Listen ersetzen nicht die rechtsverbindliche Auskunft der zuständigen Denkmalschutzbehörde.

## Aufteilung
Wegen der großen Anzahl von Kulturdenkmalen im Saale-Orla-Kreis ist diese Liste in Teillisten nach den Städten und Gemeinden aufgeteilt.
| Stadt/Gemeinde                    | Karte | Kulturdenkmale                                      | Bild eines Denkmals |
| --------------------------------- | ----- | --------------------------------------------------- | ------------------- |
| Bad Lobenstein                    |       | Kulturdenkmale in Bad Lobenstein                    |                     |
| Bodelwitz                         |       | Kulturdenkmale in Bodelwitz                         |                     |
| Dittersdorf                       |       | Kulturdenkmale in Dittersdorf                       |                     |
| Döbritz                           |       | Kulturdenkmale in Döbritz                           |                     |
| Dreitzsch                         |       | Kulturdenkmale in Dreitzsch                         |                     |
| Eßbach                            |       | Kulturdenkmale in Eßbach                            |                     |
| Gefell                            |       | Kulturdenkmale in Gefell                            |                     |
| Geroda                            |       | Kulturdenkmale in Geroda                            |                     |
| Gertewitz                         |       | Kulturdenkmale in Gertewitz                         |                     |
| Görkwitz                          |       | Kulturdenkmale in Görkwitz                          |                     |
| Göschitz                          |       | Kulturdenkmale in Göschitz                          |                     |
| Gössitz                           |       | Kulturdenkmale in Gössitz                           |                     |
| Grobengereuth                     |       | Kulturdenkmale in Grobengereuth                     |                     |
| Hirschberg                        |       | Kulturdenkmale in Hirschberg                        |                     |
| Keila                             |       | Kulturdenkmale in Keila                             |                     |
| Kirschkau                         |       | Kulturdenkmale in Kirschkau                         |                     |
| Kospoda                           |       | Kulturdenkmale in Kospoda                           |                     |
| Krölpa                            |       | Kulturdenkmale in Krölpa                            |                     |
| Langenorla                        |       | Kulturdenkmale in Langenorla                        |                     |
| Lausnitz bei Neustadt an der Orla |       | Kulturdenkmale in Lausnitz bei Neustadt an der Orla |                     |
| Lemnitz                           |       | Kulturdenkmale in Lemnitz                           |                     |
| Löhma                             |       | Kulturdenkmale in Löhma                             |                     |
| Miesitz                           |       | Kulturdenkmale in Miesitz                           |                     |
| Mittelpöllnitz                    |       | Kulturdenkmale in Mittelpöllnitz                    |                     |
| Moßbach                           |       | Kulturdenkmale in Moßbach                           |                     |
| Moxa                              |       | Kulturdenkmale in Moxa                              |                     |
| Neundorf (bei Schleiz)            |       | Kulturdenkmale in Neundorf (bei Schleiz)            |                     |
| Neustadt an der Orla              |       | Kulturdenkmale in Neustadt an der Orla              |                     |
| Nimritz                           |       | Kulturdenkmale in Nimritz                           |                     |
| Oberoppurg                        |       | Kulturdenkmale in Oberoppurg                        |                     |
| Oettersdorf                       |       | Kulturdenkmale in Oettersdorf                       |                     |
| Oppurg                            |       | Kulturdenkmale in Oppurg                            |                     |
| Paska                             |       | Kulturdenkmale in Paska                             |                     |
| Peuschen                          |       | Kulturdenkmale in Peuschen                          |                     |
| Plothen                           |       | Kulturdenkmale in Plothen                           |                     |
| Pörmitz                           |       | Kulturdenkmale in Pörmitz                           |                     |
| Pößneck                           |       | Kulturdenkmale in Pößneck                           |                     |
| Quaschwitz                        |       | Kulturdenkmale in Quaschwitz                        |                     |
| Ranis                             |       | Kulturdenkmale in Ranis                             |                     |
| Remptendorf                       |       | Kulturdenkmale in Remptendorf                       |                     |
| Rosendorf                         |       | Kulturdenkmale in Rosendorf                         |                     |
| Saalburg-Ebersdorf                |       | Kulturdenkmale in Saalburg-Ebersdorf                |                     |
| Schleiz                           |       | Kulturdenkmale in Schleiz                           |                     |
| Schmieritz                        |       | Kulturdenkmale in Schmieritz                        |                     |
| Schmorda                          |       | Kulturdenkmale in Schmorda                          |                     |
| Schöndorf                         |       | Kulturdenkmale in Schöndorf                         |                     |
| Seisla                            |       | Kulturdenkmale in Seisla                            |                     |
| Solkwitz                          |       | Kulturdenkmale in Solkwitz                          |                     |
| Tanna                             |       | Kulturdenkmale in Tanna                             |                     |
| Tegau                             |       | Kulturdenkmale in Tegau                             |                     |
| Tömmelsdorf                       |       | Keine denkmalgeschützten Objekte                    |                     |
| Triptis                           |       | Kulturdenkmale in Triptis                           |                     |
| Volkmannsdorf                     |       | Kulturdenkmale in Volkmannsdorf                     |                     |
| Weira                             |       | Kulturdenkmale in Weira                             |                     |
| Wernburg                          |       | Kulturdenkmale in Wernburg                          |                     |
| Wilhelmsdorf                      |       | Kulturdenkmale in Wilhelmsdorf                      |                     |
| Wurzbach                          |       | Kulturdenkmale in Wurzbach                          |                     |
| Ziegenrück                        |       | Kulturdenkmale in Ziegenrück                        |                     |